# Pacificatie van Gent

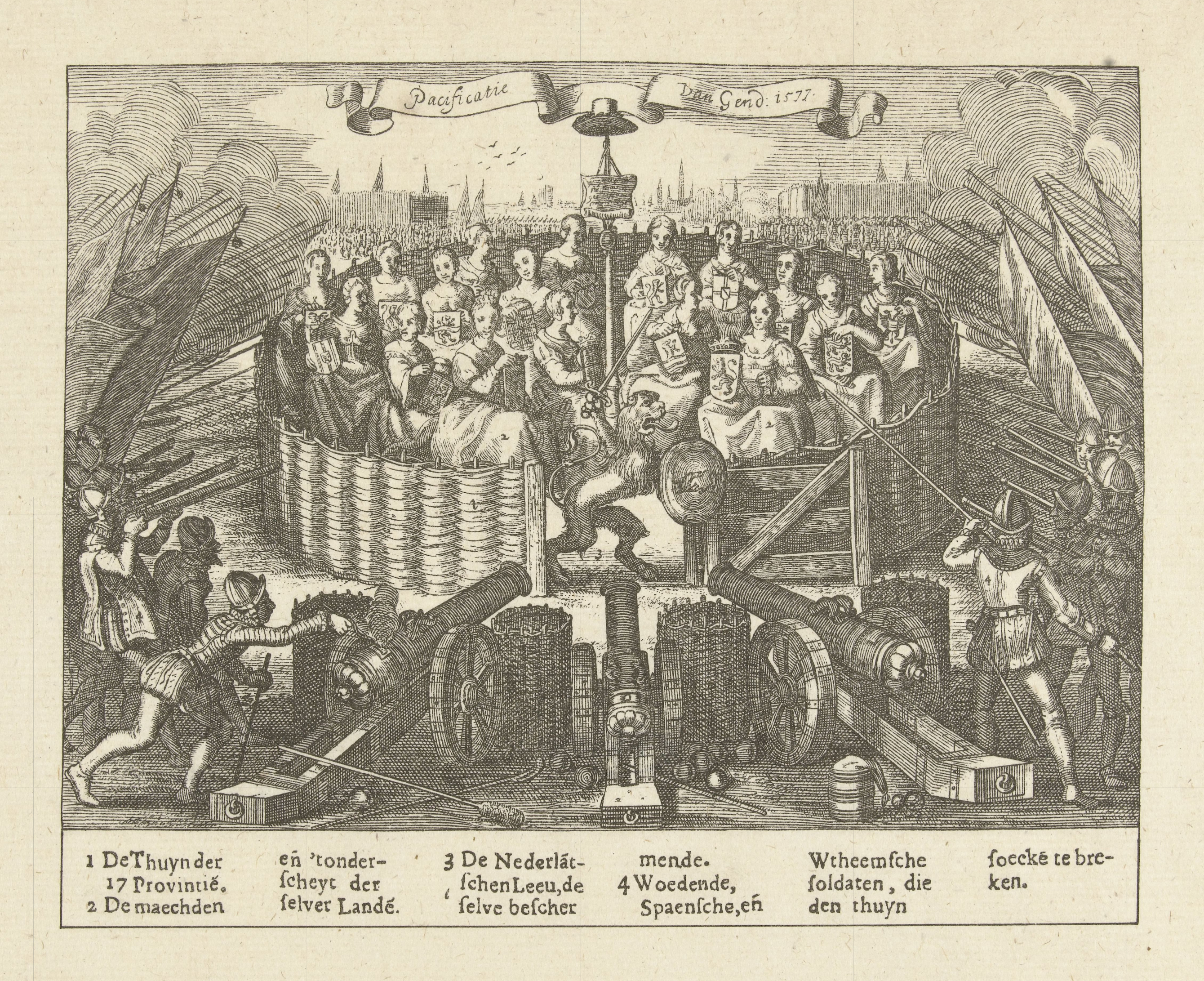
Allegorie op Pacificatie van Gent, naar Adriaen Pietersz. van de Venne.

De toestand in de Nederlanden tussen 8 november 1576 (Pacificatie van Gent) tot en met 23 juli 1577 (einde van de Eerste Unie van Brussel).

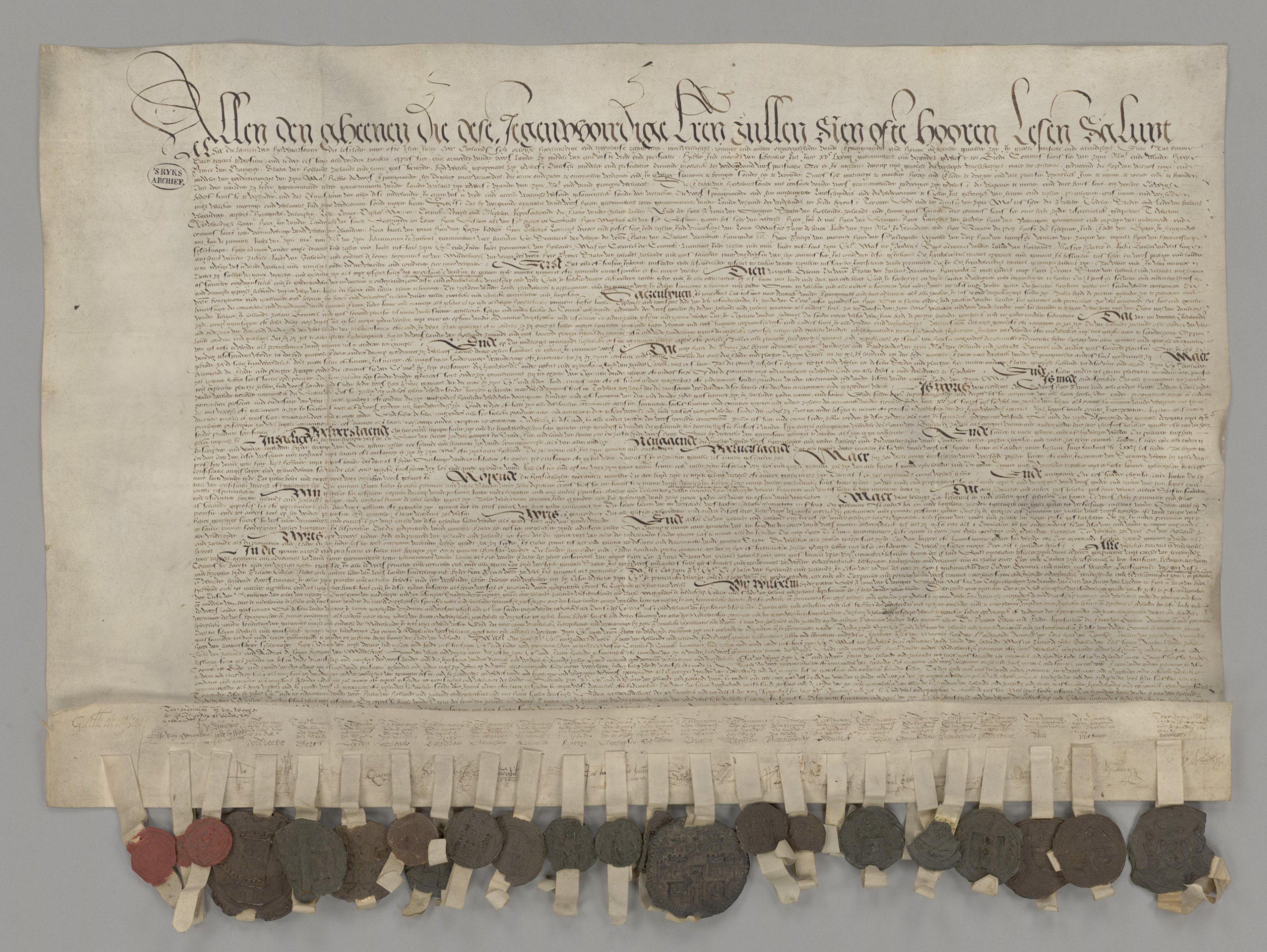
De ratificatie (door bezegeling) van de Pacificatie van Gent door de steden van Holland en Zeeland. Bewaard in het Nederlands Nationaal Archief

De Pacificatie van Gent (ook: Bevrediging van Gent) is een op 8 november 1576 gesloten overeenkomst tussen een vijftiental gewesten van de Habsburgse Zeventien Provinciën om zich aaneen te sluiten in een zogeheten Generale Unie, gericht tegen de katholieke koning Filips II van Spanje. Ze werd ondertekend en bezegeld in een zaal van het Stadhuis van Gent, later de Pacificatiezaal genoemd. Het wordt gezien als een politiek succes van stadhouder Willem van Oranje, die als bestuurder in zijn ambt werd bevestigd en in de tekst liet opnemen dat alle verdragsluitende partijen de veiligheid van de hervormde godsdienst zo goed mogelijk zouden borgen.
De samenwerking werd mogelijk dankzij muiterij van soldaten in dienst van de Spaanse koning bij het Leger van Vlaanderen, die hun achterstallige soldij door grootschalige plunderingen wilden aanvullen. Hierdoor was onder alle gezindten in de Lage Landen een sterk anti-Spaanse stemming ontstaan.

## Aanleiding
De pogingen van Filips II om het protestantisme te onderdrukken en om regering, rechtspraak en belasting te hervormen en te centraliseren, leidden tot een opstand in de Lage Landen. De ontevreden edelman Willem van Nassau, prins van Oranje, liep over naar de openlijk opstandige provincies Holland (Den Briel op 1 april 1572) en Zeeland. Hoewel er ook in het zuiden veel wrevel tegen de koning was, bleef men in naam loyaal. Koning Filips II behaalde wat militaire successen, maar de opstand werd er niet mee bedwongen. In 1575 ging Spanje bankroet aan de hoge kosten van de huurlingen. Deze gingen in juli 1576 muiten wegens gebrek aan soldij. Na de Plundering van Aalst brachten de Staten van Brabant eigen troepen op de been. In overleg met Oranje pleegden ze op 4 september een coup door de gevangenname van de Raad van State, toen, na de landsheer het hoogste gezag in de Nederlanden. In de dagen daarna riepen ze op eigen initiatief de Staten-Generaal bijeen in Brussel. Die stuurden een negenkoppige delegatie naar Gent om te onderhandelen met Holland, Zeeland en hun stadhouder Oranje over een vredesregeling. De hoofdlijnen werden overeengekomen van 19 tot 28 oktober, terwijl het plaatselijke Spanjaardenkasteel werd belegerd en uitgehongerde Spaanse troepen Maastricht plunderden. Toen vervolgens op 4 november ook Antwerpen geplunderd en in vlammen gezet werd (Spaanse Furie) was de laatste twijfel weggenomen over de bekrachtiging van het akkoord.
Met de Pacificatie van Gent sloten aan de ene kant Filips van Marnix van Sint-Aldegonde met acht andere gemachtigden vanwege de prins van Oranje en de Staten van Holland en Zeeland, en aan de andere kant Elbertus Leoninus en andere afgevaardigden vanwege Brabant, Vlaanderen, Artesië, Henegouwen, Valencijn, Rijsel, Dowaai, Orchies, Namen, Doornik, Utrecht en Mechelen een overeenkomst met elkaar.

## Inhoud van de Pacificatie
De Pacificatie van Gent zorgde in alle delen van Europa voor ophef. In de vredesregeling werd onder meer vastgelegd dat zonder tussenkomst van de vorst de Nederlanden konden beslissen over vrede en hun politieke toekomst. 
Het verdrag omvatte de volgende 25 artikelen:
- Art 1 stond in voor een algemene amnestie voor alle opstandelingen, zonder uitzonderingen;
- Art 2 bepaalde de feitelijke pacificatie, een vrede tussen alle Nederlanden; de Spaanse troepen dienden de Nederlanden te verlaten;
- Art 3 hield in dat de Staten-Generaal op eigen initiatief bij elkaar mogen komen en niet alleen op initiatief van de landsheer; De Staten Generaal werden alzo een permanent parlement; de macht van elk der zeventien gewesten bleef evenwel groot;
- Art 4 moest de veiligheid van de gewesten herstellen door onder meer de grenzen tussen de gewesten opnieuw voor handel en reizen open te stellen;
- Art 5 zorgde voor een bescherming van de protestanten door alle vervolgingsplakkaten tegen ketters af te schaffen;
- Art 6 en 7 legden de positie van Willem van Oranje vast met de voorlopige erkenning als koninklijke vertegenwoordiger in Zeeland en Holland;
- Art 8 betrof de positie van de stadhouder, die officieel in 's konings naam bleef regeren over een gewest. De functie moest wel ingevuld worden door een lokale edelman;
- Art 9 regelde de vrijlating van hen die tijdens de opstand waren gevangengenomen waaronder Bossu;
- Art 10 organiseerde een eerherstel voor de geuzen met teruggave van de door de Bloedraad in beslag genomen goederen;
- Art 11 regelde eerherstel voor een geus die acht jaar geleden overleed nl Hendrik van Brederode. Onder meer zijn weduwe Amalia van Nieuwenaar kreeg alzo de familiegoederen terug;
- Art 12 eiste de veilige terugkeer van Willem van Oranjes zoon, Filips Willem van Oranje, die door de Spanjaarden was ontvoerd;
- De oude privileges van de wereldlijke en kerkelijke instanties moesten worden hersteld (de erkenning van de koning van Spanje als soeverein stond niet ter discussie);
- Art 13 spoorde aan tot ditmaal een omgekeerde beeldenstorm met name tegen monumenten die Alva had laten oprichten ter herinnering aan hemzelf en zijn activiteiten in de Nederlanden. Zo werd op de ruïnes van het door Alva platgebrande stadspaleis van de graaf van Culemborg een gedenkteken aan Alva in duizend stukken geslagen door razende Brusselaars.
- Art 14 t.e.m. 22 regelden de financiële afspraken en de terugvordering van door beide partijen (katholieken en protestanten)  opgeëiste goederen;
- Art 23 legde afspraken vast over de verschillende muntwaarden in de Nederlanden;
- Art 24 legde vast dat de door Oranje aangegane schulden voor zijn expeditietocht in 1568 en zijn tweede invasie in 1572 door de hele Nederlanden worden betaald. Dit hield een erkenning in van Oranje als bevrijder van de Nederlanden;
- Het laatste dwingende artikel 25 stipuleerde dat alleen wie door ondertekening het verdrag goedkeurde, aanspraak mocht maken op de voordelen ervan. [2]

## Vervolg
De godsdienstkwestie, die te doen had met de tegenstellingen tussen katholieken en protestanten. werd niet opgelost, maar doorgeschoven naar de eerste vergadering van de Staten-Generaal. De reden hiervoor was de interne verdeeldheid: de gewesten Holland en Zeeland werden overheerst door calvinisten en eisten godsdienstvrijheid voor calvinisten, de overige gewesten waren nog grotendeels katholiek en eisten godsdienstvrijheid voor iedereen, ook in Holland en Zeeland. Wel werd afgesproken dat tot een definitieve overeenkomst de beide geloven naast elkaar zouden moeten kunnen bestaan, waarbij in Holland en Zeeland de gereformeerde godsdienst de openbare religie was en in de overige gewesten de katholieke. Overigens waren in Friesland de Doopsgezinden of dopersen, volgelingen van de Friese reformator Menno Simonsz, sterk vertegenwoordigd. De Pacificatie wordt traditioneel beschouwd als het einde van de Rooms-Katholieke vervolgingen, de inquisitie in de Nederlanden.
Het vredesverdrag werd bekrachtigd op 7 januari 1577 in Brussel door de Staten-Generaal van de Nederlanden. Deze Eerste Unie van Brussel hield in dat in Zeeland en Holland, Buren en Bommel alleen het calvinisme werd toegestaan en in de andere gewesten ook de katholieke godsdienst, maar de besturen mochten de calvinisten niet vervolgen. De prins van Oranje werd erkend als stadhouder van Holland en Zeeland.
De Pacificatie van Gent leek het grote ideaal van Willem van Oranje, met name eenheid van de 17 gewesten van de Lage Landen op basis van godsdienstvrijheid, binnen handbereik te brengen. Al snel bleek dit ideaal niet haalbaar. Drie jaar later vielen de Nederlanden uiteen in twee 'unies': de Unie van Atrecht en de Unie van Utrecht, dat daarom de Nadere Unie genoemd werd.

## Enkele van de ondertekenaars van de Pacificatie van Gent
- Elbertus Leoninus (Elbert de Leeuw) (1519/1520 - 1598), rechtsgeleerde
- Paulus Buys (Pauwels Buis), heer van Vliet en Capelle (1531 - 1594), staatsman
- Filips van Marnix van Sint-Aldegonde (1540 - 1598), diplomaat
- Fréderic Perrenot, gouverneur van Antwerpen
- Andries de Jonghe, burgemeester van Middelburg
- Willem van Zuylen van Nyveldt, heer van Geraardsbergen
- Jan van der Linden, abt van Sinte Geertruyden tot Loven
- Jan de Mol
- Jan de Pennantz
- Arnould van Dorp
- Quinten du Pretz

## Galerij

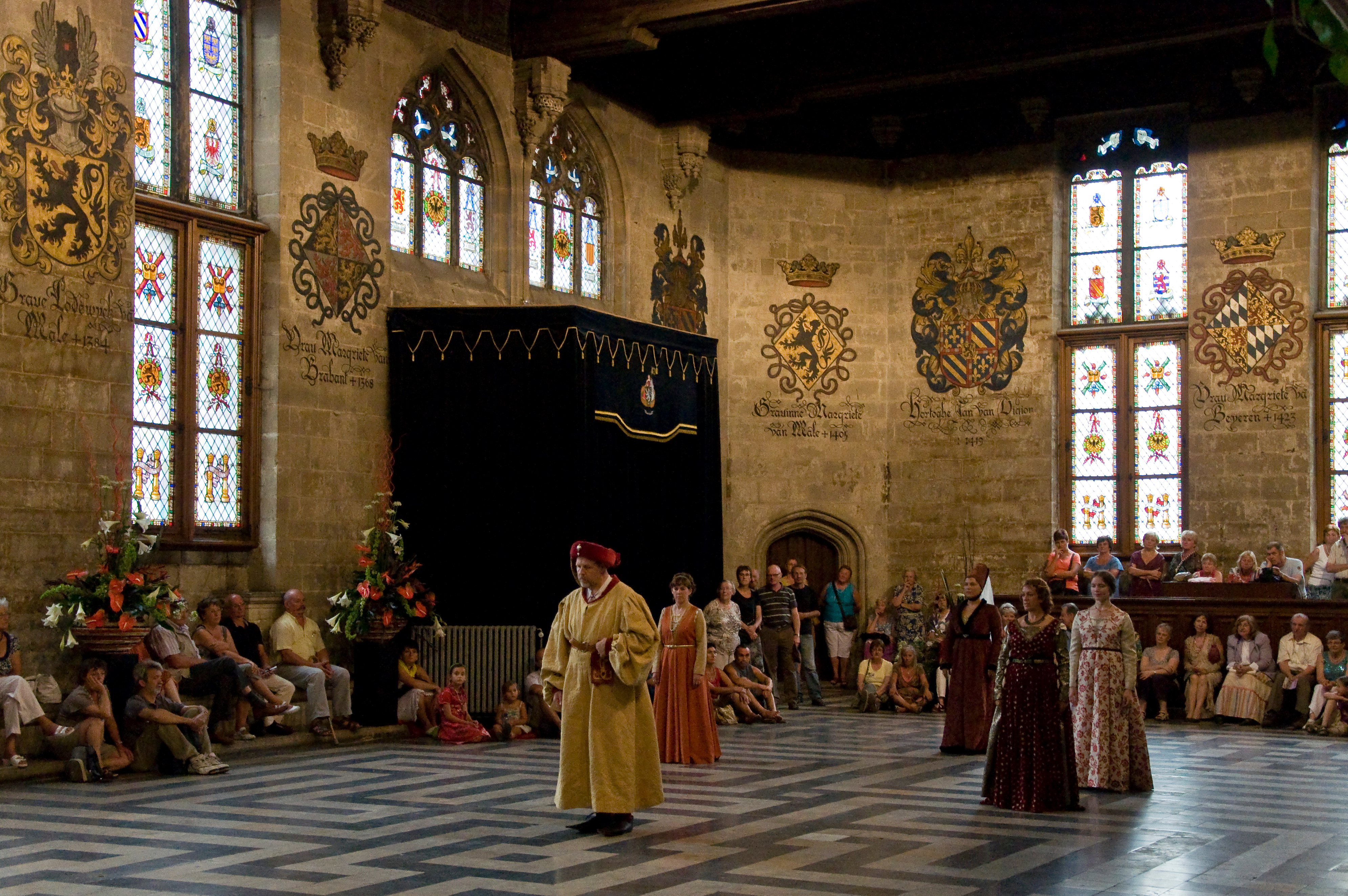
De pacificatiezaal
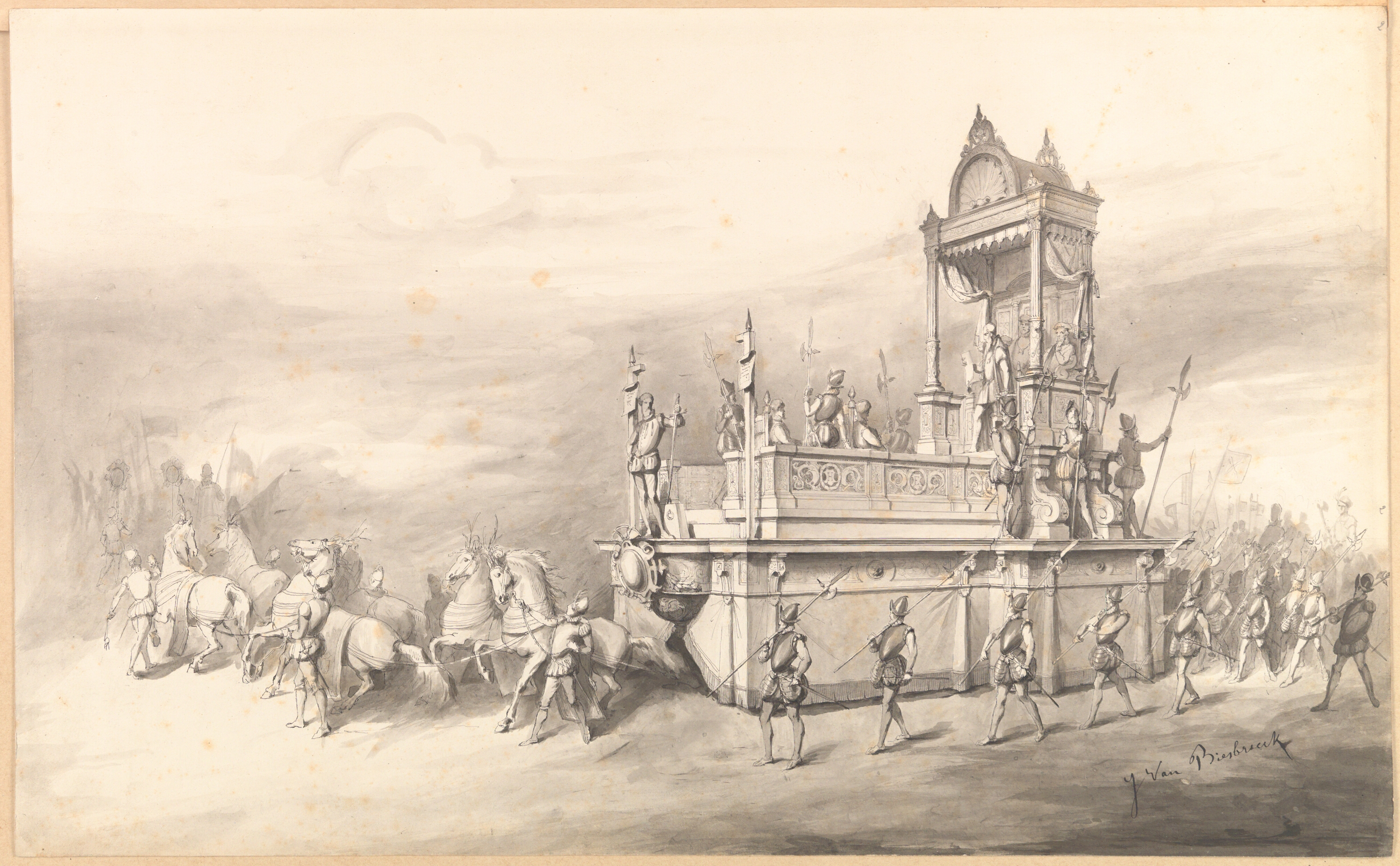
Negentiende-eeuwse ontwerptekening voor gravure over de historische stoet ter ere van de Pacificatie van Gent in 1576.

## Trivia
- De vredesregeling was aanleiding voor het schrijven van verschillende liederen om de vreugde er over te kunnen delen, een ervan, Weest nu verblyt te deser tyt, verscheen in een bundel van de schepen en dichter/componist Adriaen Valerius (ca. 1572 - 1625) uit het Zeeuwse Veere.[5]